# Mel Counts
Melvin Grant Counts, detto Mel (Coos Bay, 16 ottobre 1941), è un ex cestista statunitense.
È stato campione olimpico e due volte campione NBA con i Boston Celtics.

## Carriera
Counts ebbe un notevole successo da giocatore non professionista; nel 1964, prima di accedere nella NBA venne convocato nella Nazionale statunitense per disputare i Giochi olimpici a Tokyo, dove vinse la medaglia d'oro. Dopo l'esperienza olimpica Mel fu scelto al draft NBA con la 7ª chiamata assoluta dai Boston Celtics.
Nella squadra della leggendaria dinastia di Bill Russell, del quale era il principale ricambio, il rookie ebbe modo di vincere il titolo sin dalla sua prima stagione NBA (1964-65), che Boston replicò anche l'anno dopo. Venne poi ceduto ai Baltimore Bullets in cambio di Bailey Howell, per passare poi, a metà stagione, ai Los Angeles Lakers.
Con i californiani ebbe probabilmente le migliori stagioni della sua carriera, e nel 1969 lottò anche per il titolo di campione, naturalmente contro Boston. In gara-7 di quelle finali scese in campo negli ultimissimi minuti di gioco, sostituendo un Wilt Chamberlain lievemente infortunato; con quell'improbabile aiuto i Lakers riuscirono a recuperare quasi tutto lo svantaggio accumulato, ma Counts si fece stoppare da Russell un importantissimo tiro per pareggiare il partita, che alla fine si concluse con la vittoria dei Celtics.
Nel 1970 venne scambiato con i Phoenix Suns, in cambio di Gail Goodrich, con i quali giocò un paio di stagioni. Si trasferì poi a Philadelphia per la stagione 1972-73 ma, dopo poche partite, venne ceduto nuovamente ai Los Angeles Lakers insieme a Bill Bridges, in cambio di LeRoy Ellis e John Trapp.
Chiuse la carriera con due stagioni ai New Orleans Jazz.

## Palmarès
- NCAA AP All-America Second Team (1964)
- Campionato NBA: 2

Boston Celtics: 1965, 1966